# Marc Honegger
Marc Honegger (* 17. Mai 1926 in Paris; † 8. September 2003 in Saint-Martin-de-Vers) war ein französischer Musikwissenschaftler, Musik-Herausgeber und Chorleiter des 20. Jahrhunderts.

## Leben und Wirken
Marc Honegger, ein entfernter Cousin des Schweizer Komponisten Arthur Honegger studierte Musikwissenschaft an der Sorbonne in seiner Heimatstadt Paris; hier war er Schüler von Paul-Marie Masson (1882–1954). Am gleichen Institut studierte er von 1942 bis 1949 Klavier bei Santiago Riera, ab 1946 Komposition bei Georges Migot, später bei Eugène Bigot und 1947–1948 Dirigieren bei Ion Constantinesco. An der Sorbonne wurde er von 1954 bis 1958 Assistent von Jacques Chailley am musikwissenschaftlichen Institut, anschließend Professor und Direktor des musikwissenschaftlichen Instituts der Marc-Bloch-Universität Straßburg (bis 1983), wo er 1970 nach seinen beiden Dissertationen »Les chansons spirituelles de Didier Lupi et les débuts de la musique protestante en France au XVIe siècle« und »Les messes de Josquin des Prés dans la tabulature de Diego Pisador (Salamanca 1552): Contribution à l’étude des altérations au XVIe« zum Docteur ès lettres ernannt wurde. Darüber hinaus unterrichtete Honegger auch in Kanada. Er war von 1977 bis 1980 Präsident der Französischen Gesellschaft für Musikwissenschaft und von 1982 bis 1992 Vizepräsident der Internationalen Musikwissenschaftlichen Gesellschaft.

## Bedeutung
Marc Honeggers wissenschaftliche Arbeiten konzentrierten sich hauptsächlich auf die Musik des 16. Jahrhunderts, was sich auch in den beiden genannten Doktorarbeiten niederschlägt. Die erste befasst sich mit den Ursprüngen der protestantisch-reformierten Musik in Frankreich und die zweite mit den nicht ausgeschriebenen Alterationen (b oder Kreuz) in der Renaissance-Musik. Außerdem leistete er Beiträge zur Publikation von Werken des 16. Jahrhunderts, wie beispielsweise von Paschal de l’Estocart, Claudin de Sermisy, Pierre Certon, Didier Lupi Second († nach 1559) und Claude Goudimel. Er förderte auch die Wiederbelebung älterer Musik als Leiter der Chanteurs Traditionnels de Paris und durch die Gründung der Journées de Chant Choral (Tage des Choralgesangs) in Straßburg 1961, welche zu einem der größten Festivals dieser Art in Europa wurden. Die Lexika, an deren Herausgabe Marc Honegger mitgewirkt hat, haben bis heute Referenz-Rang.
Honegger interessierte sich auch für die Musik des 20. Jahrhunderts, insbesondere für die seines Kompositionslehrers Georges Migot, dessen Werk er bekannt machen wollte. In der Gesellschaft der Freunde des Werks und des Gedankenguts von Migot wurde Honegger Generalsekretär. Im Jahr 1977 publizierte er den Katalog der Werke von Migot, darüber hinaus half er im Jahr 1990 mit, die musikalischen Partituren Migots zu veröffentlichen, beispielsweise 1990 die 26 Monodies permodales sowie L’Annonciation, ein Oratorium für zwei Solostimmen, dreistimmigen Frauenchor und Streichorchester. Von weiteren Werken Migots produzierte Honegger Einspielungen, so von Le Petit Evangéliaire sowie von neun Chorsätzen a cappella und einem Requiem a cappella für gemischten Chor oder Vokalquartett; diese Aufnahmen machte er mit seinem Ensemble Choeur des Chanteurs Traditionnels de Paris. Er hat auch Ausstellungen über Georges Migot organisiert.
Nachdem Honegger im Alter von 21 Jahren seine Laufbahn als Chorleiter der Pariser protestantischen Kirchen begonnen hatte, leitete er den Choeur des Chanteurs Traditionnels de Paris, mit dem er geistliche und weltliche Musik des 15. und 16. Jahrhunderts wieder bekannt machte und zu Gehör brachte. In dieser Funktion organisierte er besonders Einspielungen der Bataille de Marignan von Clément Janequin, von weiteren französischen Komponisten der Renaissance und von der dreistimmigen Tournai-Messe. Mit dieser Aktivität gewann er im Jahr 1958 den Grand Prix de l’Académie du disque.

## Schriften (Auswahl)
- La réforme et l’essor de la musique en Allemagne. In: Roland Manuel (Hrsg.): Histoire de la musique. Band 1: Des origines a Jean-Sebastien Bach (= Encyclopedie de la Pleiade. 9). Éditions Gallimar, Paris 1960, S. 1152–1167.
- La musique française de 1830 à 1914. In: Bericht über den Internationalen Musikwissenschaftlichen Kongreß. 1962, ISSN 0435-8228, S. 66–74
- La chanson spirituelle populaire huguenote. In: Jahrbuch für Liturgik und Hymnologie. Band 8, 1963, pp. 129–136, JSTOR:24192696.
- als Herausgeber: Dictionnaire de la musique. Science de la musique. Formes, technique, instruments. 2 Bände. Éditions Bordas, Paris 1976, ISBN 2-04-005140-6 (Band 1), ISBN 2-04-005585-1 (Band 2), (deutsche Ausgabe: Marc Honegger, Günther Massenkeil (Hrsg.): Das große Lexikon der Musik. 8 Bände, Herder, Freiburg (Breisgau) u. a. 1978–1982).
- als Herausgeber Paul Prévost: Dictionnaire des œuvres de l’art vocal. 3 Bände. Éditions Bordas, Paris 1991–1992.
- Dictionnaire usuel de la Musique. Éditions Bordas, Paris 1995, ISBN 2-04-027088-4.
- Connaissance de la Musique. = Connaissance de A à Z de la Musique. Éditions Bordas, Paris 1996, ISBN 2-04027192-9.
- Dictionnaire du musicien. Les notions fondamentales. Éditions Larousse, Paris 2002, ISBN 2-03-505324-2.